# Agustín Codazzi
Agustín Codazzi of Codazzi is een gemeente in het Colombiaanse departement Cesar. De gemeente, in 1958 hernoemd ter ere van Agustín Codazzi, een Italiaanse geograaf, cartograaf en ingenieur die later generaal werd, telt 52.219 inwoners (2005). De gemeente is de op 7 na grootste producent van steenkool in Colombia.

## Indeling
Codazzi heeft 4 corregimientos en 45 veredas. Daarnaast telt de gemeente 32 buurten.

#### Corregimientos
- Casacara
- Llerasca
- San Jacinto
- Sicarare

#### Veredas
| - La Aguacatera - Agua bonita - Alto Sicarare - Arroyo Seco - Los Manguitos - Fernambuco Medio - Zorro Cuco - La Europa - Punta Arrecha - Candela Abajo - Coco Solo - Candela - Caño Frio - El Paraiso - El Once - Espíritu Santo - El Milagro - El Zaino - Iroka - Loma fresca - La Duda - Buenos Aires - Begoña | - Caño Seco - La Palizada - Las Vegas - La Sonora - La Frontera - Nueve de Abril - Makencal - San Jacinto - Sicarare Medio - Sicarare Bajo - San Miguel - Siete de Agosto - El Pozón - Platanal - Fernambuco - Terranova - La Hondina - La Esperanza - La Iberia - Hoyo Caliente - Carrizal - Guamal |

#### Buurten
| - Atanasio Giralrdot - Aida Quintero - Buenos Aires - El Bosque - El Centro - El Carmen - El Tesorro - El Socorro - Las Delicias - La Antillana - Las Flores - Martinez Barboza - Primero de Mayo - Camilo Torres - 15 de Noviembre - San Vicente | - San Ramón - Santa María - San José - El Estadio - Santa Rita - José Antonio Galán - Villa Esther - Las Palmeras - Barrio Nuevo - El Juguete - Los Laureles - Machiques - Las Margaritas - El Obrero - La Frontera Uno - La Frontera Dos |

Aguachica · Astrea · Becerril · Bosconia · Chimichagua · Chiriguaná · Agustín Codazzi · Curumaní · El Copey · El Paso · Gamarra · González · La Gloria · La Jagua de Ibirico · La Paz Robles · Manaure · Pailitas · Pelaya · Pueblo Bello · Río de Oro · San Alberto · San Diego · San Martín · Tamalameque · Valledupar